# Roman Hašek
Roman Hašek, vlastním jménem Josef Hašek (7. květen 1883 Praha – 13. květen 1919 Praha), byl český básník a prozaik, předseda literárního sdružení Syrinx.

## Život
Narodil se 7. 5. 1883 v Praze do rodiny Jana Haška (1854–1933), vrchního metéra deníku Národní politika, a jeho manželky Johanny Josefy, rozené Haškové.
Byl bratrancem spisovatele Jaroslava Haška. V roce 1902 maturoval na pražském Akademickém gymnáziu. Zaměstnán byl jako účetní revident na pražském magistrátu.
22. února 1908 se oženil s Annou, rozenou Turnerovou. Ta zemřela po pětiletém manželství 17. 11. 1913.
Trpěl vleklou plicní chorobou, smrt ho však zastihla neočekávaně. Když se 13. 5. 1919 ve večerních hodinách vracel z divadelního představení, dostal záchvat srdeční slabosti a krátce po převozu domů zemřel. Jako příčina smrti byla v matrice uvedena tuberkulóza.

## Dílo
Do literatury vstoupil na počátku XX. století a byl ovlivněn zejména tvorbou Viktora Dyka a jeho družiny. S epigonskou vlnou dekadentní symbolické lyriky sdílel motivy zádumčivých nálad nad marností života a hořkých pocitů zbytečnosti. Kromě této lyriky však psal i frivolní verše o milostných loučeních a básně smutné erotiky. Arne Novák Haška charakterizoval jako trpkého erotika a snílka.
V roce 1903 se stal jedním ze zakladatelů volného literárního sdružení Syrinx, což byl spolek literátů nejmladší generace, a byl zvolen jeho předsedou (místopředsedou se stal Jiří Mahen). Tiskovým orgánem sdružení byl časopis Moderní život, jenž vycházel v letech 1902–1903, a Hašek redigoval jeho druhý ročník; v roce 1902 redigoval také Letáky, což byly nepravidelně vydávané sešity obsahující především básně mladých autorů.
Podílel se i na redakci ilustrovaného satirického týdeníku Svítilna (1906–1907). Kromě toho přispíval do řady novin a časopisů (Máj, Moderní revue, Národní politika, Nový kult, Právo lidu, Pražská lidová revue, Rudé květy, Srdce).
Knižně debutoval básnickou sbírkou Umírající království (1902). Viktor Dyk v recenzi napsal, že „obsahem nejsou verše p. Haškovy ani zvlášť hluboké, ani zvlášť nové. Ale forma p. Haškova dává nám vycítiti patrný talent, schopný rozvoje. Jistá elegance a lehkost výrazu karakterizuje ho."
Následovaly sbírky Pohádka zelených očí (1904) a Nebe a dudy (1913); tuto poslední sbírku charakterizuje ironický vztah ke skutečnosti, zejména k lásce, i vtipné bonmoty.
Kromě básní publikoval Hašek také humoristické povídky. Knižně vyšly v souborech Historie "Modrého velblouda" (1908), Potměšilé historky
(1910) a Svatební píseň (1911). Někdy to jsou burleskní příběhy ze života pražské bohémy, mnohdy však jen dosti krotké historky hospodských kumpánů, kteří poznali nezbytnost podřídit se zavedenému způsobu měšťáckého života. Dobová kritika některým humoreskám vyčítala rozvláčnost a upovídanost.

## Knižní edice

### Sbírky básní
- HAŠEK, Roman. Umírající království. Praha: Moderní život, 1902. 38 s. cnb000570777.
- HAŠEK, Roman. Pohádka zelených očí a verše o stesku i výsměchu: 1902–1903. V Týně nad Vltavou: [nakladatel není známý], 1904. 91 s. cnb001002293.
- HAŠEK, Roman. Nebe a dudy: rozmarné verše. Praha: Fr. Švejda, 1913. 59 s. cnb000570773.

### Sbírky povídek (humoresek)
- HAŠEK, Roman. Historie "Modrého velblouda": kapitoly o jedné hospodě a veselých mládencích. Praha: Jos. R. Vilímek, [1908]. 276 s. cnb000570772.
- HAŠEK, Roman. Potměšilé historie: patero nezvedených příběhů. Ilustroval Josef Lada. V Praze: Tiskem a nákladem knihtiskárny nár. sociálního dělnictva, 1910. 91 s. cnb000181873.
- HAŠEK, Roman. Svatební píseň. Praha: Vilímek, [1911]. 231 s. cnb000570776.

## Ukázka z tvorby
CREDO

Je starý Pánbůh ještě živ a celá jeho sláva,
on živí ptactvo nebeské a chudým pokrm dává:
Jde všecko starým pořádkem a všecko podle práva.

Vše ostatní ti necháno, co nepohltí daně,
měj v svaté úctě zákony a zbožné sluhy Páně,
a podle starých tradicí svůj kříž nes odhodlaně!

By člověk ráj si zasloužil, tak málo třeba k tomu:
své denní pivo v klidu pít, jít před půlnocí domů
a v paměti mít oheň zlý, jenž padal na Sodomu.

V snech cudných možno blaženě spát na prohřátých ložích –
jen spěte, dobří křesťané, jsme všichni v rukou božích!
Ta slova jsou má naděje, má ochrana – můj kožich.
Roman HAŠEK, Pohádka zelených očí a verše o stesku i výsměchu